# موزخوار نوک‌زرد
موزخوار نوک‌زرد (نام علمی: Tauraco macrorhynchus) نام یک گونه از تیره موزخواران است.